# Machleida tarskii
Machleida tarskii – gatunek bezskrzydłego chrząszcza z rodziny mącznikowatych opisanego w 2019 r. przez Marcina Kamińskiego na podstawie okazu odłowionego w XX wieku i przechowywanego w zbiorach muzeum historii naturalnej w Pretorii w Południowej Afryce. Gatunek ten został nazwany na cześć Alfreda Tarskiego. W budowie zbliżony do Machleida banachi, jednak rozróżnienia dokonano na podstawie budowy pokryw. Gatunek zamieszkuje obszary sawannowe na terenie Południowej Afryki.